# Третий
Тре́тий — остров в России, в Пенжинском районе Камчатского края. 
Остров находится в бухте Причальная в Пенжинской губе, в заливе Шелихова. Длина острова 8 км, ширина 3,7 км. Наивысшая точка 449 метров над уровнем моря. К северо-востоку находится полуостров Сомнения и залив Мелководный за ним. Расстояние до суши на север 3,2 км. В 2,3 км от севера острова находится маленький островок длиной 700 метров и шириной 400 метров.